# Iynefer II
Iynefer II ("el bello ha llegado"; el nombre también se transcribe Iy-nefer) fue un príncipe del Antiguo Egipto, probablemente hijo del faraón Khufu (Keops). Se lo nombró así por su tío Iynefer I. La esposa de Iynefer II fue Nefertkau III y probablemente fuera su propia sobrina. De ella tuvo uno o dos hijos varones y una hija, Nefertkau. Tanto Iynefer como su mujer están sepultados en la mastaba G 7820 de Guiza.
Un gran ojo abierto es la característica de la decoración de la mastaba de Iynefer II.